# Mercer megye (Pennsylvania)
Mercer megye az Amerikai Egyesült Államokban, azon belül Pennsylvania államban található. Megyeszékhelye Mercer, legnagyobb városa Hermitage. Lakosainak száma 110 652 fő (2020. április 1.). Mercer megye Crawford, Venango, Butler, Lawrence, Mahoning és Trumbull megyékkel határos.

## Népesség
A megye népességének változása:
| Lakosok száma | 116 531 | 116 125 | 115 629 | 115 195 | 114 234 | 110 652 |
|               | 2010    | 2011    | 2012    | 2013    | 2015    | 2020    |